# Popillia usanguana
Popillia usanguana är en skalbaggsart som beskrevs av Ohaus 1925. Popillia usanguana ingår i släktet Popillia och familjen Rutelidae. Inga underarter finns listade i Catalogue of Life.